# Kill Uncle
Kill Uncle es el segundo álbum de estudio del cantante británico Morrissey, producido por Clive Langer y Alan Winstanley.
Fue bastante mal recibido por la crítica, obteniendo una mala reacción a nivel comercial, siendo uno de los puntos más bajos en la carrera del cantante. Este ha renegado de este álbum y después de la gira que realizó para promocionarlo, no volvió a incluir canciones de este disco en giras posteriores.
El disco está escrito por Morrissey y Mark E. Nevin en su mayoría, excepto las canciones Found Found Found y Mute Witness, que están compuestas por Morrisey y uno de los productores, Clive Langer.

## Canciones

### Cara A
1. Our Frank – 3:25
2. Asian Rut – 3:22
3. Sing Your Life – 3:27
4. Mute Witness – 3:32
5. King Leer – 2:55

### Cara B
1. Found Found Found – 1:59
2. Driving Your Girlfriend Home – 3:23
3. The Harsh Truth of the Camera Eye – 5:34
4. (I'm) The End of the Family Line – 3:30
5. There's a Place in Hell for Me and My Friends – 1:52
6. Tony the Pony – 4:11 - US release only

- Datos: Q2736020